# ال ماریل
«ال ماریل» آلبومی از پیت‌بول است که در سال ۲۰۰۶ میلادی منتشر شد.